# グラウピウス山の戦い
グラウピウス山の戦い（ラテン語：Montis Graupii pugna、英語：Battle of Mons Graupius）は、帝政ローマ期の83年または84年にブリタンニア北部で行われたローマ軍とカレドニア人（ピクト人）との間の戦いである。ボウディッカを首謀者とした反乱と並ぶ規模のローマに対する反乱として知られる。モンス・グラウピウスの戦いとも呼ばれる。

## 概要

### 背景
ローマのブリタンニア総督であったグナエウス・ユリウス・アグリコラは78年よりカレドニア人追討の為にブリタンニア北部へと侵攻して、カレドニア人を最北部へと追い詰めた。更にカレドニア人の支配地（グラウピウス山）にまで、ブリタンニアのアウクシリア（補助兵）を中心とした軽装兵を進軍させた。
この時点で、ローマ軍は数の上でカレドニア軍を上回っていた為、ローマ軍が得意とする野戦へカレドニア人を引き込もうとしたが、カレドニア人は策に乗らずに戦いを避けた。しかし、カレドニア人たちが収穫したばかりの食糧を貯めている穀物庫をローマ軍が襲撃・占領したことから、このままではカレドニア人は厳しい冬を食糧の乏しい中で迎え、餓死に追い込まれざるを得ない状態に陥った為、カレドニア人はローマ軍との戦いに応じた。
カレドニア人は決起するに際して、最も優秀であったカルガクス（en:Calgacus）を指導者に選出した。カルガクスは「女に率いられた軍ですらローマ軍を打ち破ったことがあるが、我々は訓練され、文明にも毒されておらず、ローマ軍を破ることは不可能ではない。世界の収奪者たるローマ軍による圧政を打破する」等とカレドニア兵を鼓舞したと伝えられる。
カレドニア人側の指導者・カルガクス（ラテン語：Calgacus）について、唯一記載があるタキトゥス「アグリコラ」にも、詳細な記述は無く、生年・没年共にはっきりしない。なお、「Calg-ac-os」はケルト語で「剣を持つ者」の意味である。

### 戦闘
カレドニア人の不正規軍にローマ軍程の規律は無かったものの、カレドニア軍は3万の戦士およびその妻と子供が加わって、合計2万のローマ軍を上回る軍勢で相対した。
ローマ軍のアウクシリア（補助兵）の内、歩兵(約8000)は中央、騎兵（3000）は側面に陣を構えて、ローマ（正規）軍団はカレドニア軍の正面に陣地を構えた。一方でカルガクスが指揮するカレドニア軍は、前衛や下士官兵を平地部分となる低地に置き、地位が上の者を高地に配置した。
アグリコラは、歩兵部隊に対してカレドニア軍への近接戦闘を行うように指示を出して、カレドニア軍を丘陵へと押し戻した。カレドニア軍もローマ軍の側面を衝く動きを見せたものの、ローマ騎兵部隊によって阻止された。カレドニア人は森林地帯の近くにあった避難所まで逃れたが、ローマ軍はこれらを激しく追討した。
「グラウピウス山の戦い」においては、ローマ軍団自体は殆ど戦闘に参加することはなく、バタウィ族らより構成されたアウクシリアの力が大きかったと言われている。タキトゥスによると、戦死者はカレドニア人が約1万人であったのに対して、ローマ側は360人に過ぎず、一方的なローマ軍の圧勝であった。なお、残り（約2万人）のカレドニア兵は逃亡して、翌朝まで戦場から撤退した。

### 戦後

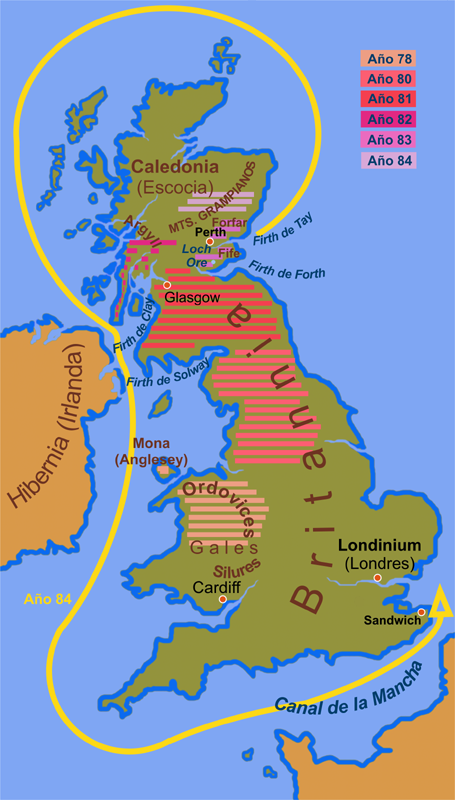
アグリコラによるブリタンニア征服、図表

グラウピウス山の戦いでの勝利によって、アグリコラがブリタンニアにいる全ての部族を征服したと宣言したが、85年にアグリコラはローマへと召還され、後任のブリタンニア総督としてサルスティウス・ルクルス（en:Sallustius Lucullus）が赴任した。なお、この頃よりダキア人がドナウ川流域のローマ属州へ度々侵入し、86年にはデケバルス率いるダキア軍によってローマ軍団が壊滅するなど、帝国内の他属州との兼ね合いの中でブリタンニアからの撤兵が必要となった。
なお、アグリコラの征服完了宣言にもあったように、ローマはブリタンニア全土を完全に征服したと結論づけたものの、ブリタンニア北部でのローマに対する反乱が収束することは無く、その後も再三に渡ってカレドニア人によるローマ支配地への攻撃は続いた。タキトゥスが「Perdomita Britannia et statim missa」（ブリタンニアは征服されたが、すぐに放棄された）と記した報告書は大きな物議を醸した。
なお、アグリコラ以降のブリタンニア属州総督らは、グレン・フォーツ（Glen Forts）やインチトゥヒル（Inchtuthil）といった場所に迎撃用の要塞を設けた。また、ハドリアヌスやアントニウス・ピウスはその治世下にブリタンニアへ城壁を築き、セプティミウス・セウェルスはカレドニア人征伐の為にブリタンニアへと親征した。

## 「グラウピウス山」について
「グラウピウス山の戦い」が行われた場所はスコットランドのハイランド地方とされ、更に「ハイランドとローランド地方との境となるアバディーンシャイアのケンプストンヒル（Kempstone Hill）やベナーキー（Bennachie）の丘を含む一帯」との説が有力であるが、正確な場所については識者の間でも諸説が分かれる。
エディンバラ大学の歴史家ジェームス・E・フレーザは、パースに近いガスク・リッジ（Gask Ridge）の遥か南であったとし、歴史家のスタン・ウルフソンは、サザランドで行われたとした。
挙げられた説の殆どが、スコットランド北東部のディー川北部のパースシャー（Perthshire、現：パース・アンド・キンロス）にかかる地区であった。また、「Graupius」の名前から、多くの作家が北海側にあるグランピアン山脈（Grampian Mountains）で起こったと考えた。ウィリアム・ロイ、ガブリエル・ジャック・スレンヌ、アーキバルド・ワット、C. マイケル・ホーガンらは、ケンプストンヒル（KempstoneHill）、メグレイヒル（MegrayHill）または近隣の丘であったと考える。
これらキンカーディンシャー（Kincardineshire）にある地区は、タキトゥスの「アグリコラ」の記述に合致する他、ローマ関連の考古学的な遺物も発掘され、ローマ街道の1つでもある「Elsick Mounth」にも程近い場所である。